# Joaquim Bastinhas
Joaquim Manuel Carvalho Tenório, conhecido como Joaquim Bastinhas (Elvas, 8 de março de 1956 — Lisboa, 31 de dezembro de 2018), foi um cavaleiro tauromáquico português.

## Biografia
Joaquim Manuel Carvalho Tenório nasceu em 8 de março de 1956, em Elvas (distrito de Portalegre). Filho de Sebastião Tenório, aficionado e cavaleiro amador, de quem herdou o "apelido" artístico Bastinhas.
Muito jovem, em  1969, apresentou-se como cavaleiro amador na Monumental do Campo Pequeno. Na década seguinte toureia sobretudo em Espanha e toma a sua prova de cavaleiro praticante a 9 de Setembro de 1979, na praça de toiros de Vila Viçosa. Em 1980 actua pela primeira vez na Praça de Touros de Las Ventas, em Madrid, onde já sobressaíam os seus pares de bandarilhas.
Em 15 de maio de 1983, Bastinhas tomou a alternativa de cavaleiro tauromáquico na praça de touros de Évora, na tradicional corrida de concurso de ganadarias, tendo como padrinho José Mestre Baptista e como testemunha João Moura, lidando um touro da ganadaria de Branco Núncio.
No ano seguinte, em 1984, confirmou este "doutoramento" no Campo Pequeno  desta vez tendo João Palha Ribeiro Telles como padrinho e Paulo Caetano como testemunha, lidando touros com ferro coruchense de A. José Teixeira. Segundo os dados do então Sindicato Nacional dos Toureiros Portugueses (SNTP), Joaquim Bastinhas seria o cavaleiro português com mais actuações (41) na temporada deste ano.
É possível voltar a encontrar Bastinhas no topo do "escalafón" de 2003 dos associados da SNTP, com um total de 55 actuações.
Para além de terras lusas e espanholas, onde também é conhecido por "Joaquín Bastinhas", o cavaleiro luso já actuou países como França, México, ou Venezuela.
Em 2014, Bastinhas foi o líder das actuações com um total de 54, suplantando Luís Rouxinol (52) e Sónia Matias (43).
Em 2015, contava com o números recordistas como o de total de touradas no Campo Pequeno (115) ou de alternativas concedidas (24). Entre os cavaleiros que Joaquim Bastinhas apadrinhou encontram-se nomes como João Carlos Pamplona (1984) e o filho deste Tiago Pamplona (2006), Telo Semedo (1993), Rui Santos (2001), Ana Baptista (2000) com a madrinha Conchita Cintrón, Miguel Duarte (2004), Gaston Santos filho (2007), Tiago Carreiras (2010) ou o seu filho Marcos Tenório Bastinhas (2008).
Joaquim Bastinhas foi ainda padrinho da confirmação de alternativa de Sónia Matias, no Campo Pequeno, em 2006, tendo esta recebido a alternativa seis anos antes, no ano 2000, em Santarém.
A 4 de setembro de 2015, foi ferido com gravidade, na sequência de um atropelamento por um veículo agrícola, na sua herdade em Elvas. Interrompeu então a sua carreira voltando às lides em 21 de julho de 2018 numa corrida realizada no Coliseu Figueirense, na Figueira da Foz.
Joaquim faleceu na tarde do dia 31 de dezembro de 2018, uma segunda-feira, no Hospital da Cruz Vermelha, em Lisboa, devido a uma infeção bacteriana contraída após uma operação ao intestino.

## Distinções
- Em 2013 recebeu a Medalha de Ouro do Concelho de Elvas.[25]